# Strangalia lapidicina
Strangalia lapidicina är en skalbaggsart som beskrevs av Giesbert 1997. Strangalia lapidicina ingår i släktet Strangalia och familjen långhorningar.
Artens utbredningsområde är Guatemala. Inga underarter finns listade i Catalogue of Life.